# New-Wes-Valley
New-Wes-Valley é uma pequena cidade localizada na província canadense de Terra Nova e Labrador. De acordo com o censo canadense de 2016 a cidade tinha uma população de 2.172 habitantes.